# Lampeia
Lampeia ( græsk : Λάμπεια, før 1928: Δίβρη - Divri,  mellem 1928 og 1929: Πρινόφυτον - Prinofyton  ) er en bjerglandsby, et fællesskab og en tidligere kommune i den regionale enhed Elis, Vestgrækenland, Grækenland. Siden kommunalreformen i 2011 er den en del af kommunen Archaia Olympia, hvoraf den er en kommunal enhed. Kommunen har et areal på 72,4 km2. I 2011 var befolkningen i landsbyen 468, og i samfundet, som omfatter landsbyen Amygdali, 529.
Lampeia ligger syd for bjerget Erymanthos, i dalen af en biflod til floden Erymanthos . Dens højde er omkring 800 m over havets overflade.  Den græske nationalvej 33 ( Patras-Tripoli ) går igennem den. Lampeia er 4 km vest for Oreini, 9 km nordøst for Koumanis, 28 km nordøst for Olympia og 45 km syd for Patras.